# 고햐쿠코쿠역
고햐쿠코쿠역(일본어: 五百石駅)은 일본 도야마현 나카니카와군 다테야마정에 위치한 도야마 지방 철도 다테야마 선의 철도역이다. 상대식 승강장 2면 2선의 구조를 갖춘 지상역이다.

## 이용 현황
| 연도 | 1일 평균 승차 인원 |
| ---- | ------------------ |
| 1995 | 1,323              |
| 1996 | 1,276              |
| 1997 | 1,177              |
| 1998 | 1,116              |
| 1999 | 1,031              |
| 2000 | 983                |
| 2001 | 928                |
| 2002 | 937                |
| 2003 | 900                |
| 2004 | 861                |
| 2005 | 908                |
| 2006 | 914                |
| 2007 | 903                |
| 2008 | 868                |
| 2009 | 829                |
| 2010 | 850                |
| 2011 | 853                |
| 2012 | 870                |
| 2013 | 831                |
| 2014 | 847                |
| 2015 | 872                |
| 2016 | 886                |

## 역 주변
- 다테야마 정청
- 다테야마 정민 회관
- 다테야마 자연 보호관 사무소
- 다테야마 정립 다테야마 도서관
- 도야마 현 다테야마 토목 사무소

## 역사
- 1913년 6월 25일 : 다테야마 게이벤 철도의 나메리카와 역부터 가미이치 역을 거쳐 당 역까지의 개통에 의해 고햐쿠코쿠역으로서 개업.
- 1917년 : 다테야마 게이벤 철도가 다테야마 철도로 개칭.
- 1921년
  - 3월 19일 : 다테야마 철도가 당 역부터 다테야마 역까지 개통됨.
  - 9월 26일 : 폭풍으로 역 구내의 화물 열차가 홍수로 떠내려가 본선을 탈주. 탈선 전복.
- 1931년
  - 3월 20일 : 도야마 전기 철도가 다테야마 철도를 합병해 도야마 전기 철도의 역이 됨.
  - 8월 15일 : 도야마 전기 철도가 당 역을 이전한 후, 도야마다지호 역부터 가미이치구치 역까지와 데라다 역부터 당 역까지를 개통함.
- 1932년 12월 21일 : 당 역부터 가미이치구치 역까지가 폐지됨.
- 1936년 8월 18일 : 당 역부터 다테야마 역까지가 1,067mm로의 궤간 변경에 의해 전철화됨.
- 1943년 1월 1일 : 육상 교통 사업 조정법에 의해 도야마 지방 철도의 역이 됨.
- 1959년 1월 1일 : 다테야마마치역으로 개칭.
- 1970년 7월 1일 : 고햐쿠코쿠역으로 다시 재개칭.
- 2011년 3월 7일 : 역사 새단장 공사 개시. 약 98년간의 역사를 가졌던 구 역사는 철거됨.
- 2012년 6월 1일 : '다테야마 정 원기 교류 역사'로서, 도서관 등을 통합했던 곳에서 역사를 새단장.

## 인접 역
| 도야마 지방 철도 ■ 다테야마 선 | 도야마 지방 철도 ■ 다테야마 선 | 도야마 지방 철도 ■ 다테야마 선 |
| ------------------------------ | ------------------------------ | ------------------------------ |
| 데라다 데라다 방면             | 특급 · 쾌속 급행 (하행선만)    | 이와쿠라지 다테야마 방면       |
| 데라다 데라다 방면             | 급행 (하행선만)                | 에노키마치 다테야마 방면       |
| 다조에 데라다 방면             | 보통                           | 에노키마치 다테야마 방면       |